# 국제미용예술전문학교
국제미용예술전문학교(國際美容藝術專門學校)는 대한민국 서울특별시 송파구의 직업전문학교이다.

## 연혁
- 1986년 2월 잠실미용학원 설립
- 2002년 1월 19일 잠실미용직업전문학교로 승격
- 2008년 5월 18일 JBS잠실종합예술직업전문학교로 교명 변경

## 교육편제
2019년 기준, 국제미용예술전문학교는 미용과 단일 학과만 운영중이며, 과정에 따라 학사 혹은 전문학사 학위를 수여한다.
- 미용과